# Megalostomis pyropyga
Megalostomis pyropyga är en skalbaggsart som beskrevs av Lacordaire 1848. Megalostomis pyropyga ingår i släktet Megalostomis och familjen bladbaggar. Utöver nominatformen finns också underarten M. p. pyropyga.